# Jacques Abeille
Pour les articles homonymes, voir Abeille (homonymie).
Jacques Abeille, né le 17 mars 1942 à Lyon et mort le 23 janvier 2022 à Libourne, est un écrivain français. Influencé par le mouvement surréaliste auquel il participera dans les années 1960-1970, il est principalement connu pour le cycle romanesque organisé autour d'un univers imaginaire initié par la publication au début des années 1980 des Jardins statuaires. Il a par ailleurs écrit plusieurs recueils de poésie et de nouvelles, et est l'auteur d'une œuvre érotique importante, publiée pour partie sous le pseudonyme de Léo Barthe.

## Biographie
Jacques Abeille est né le 17 mars 1942 dans le 6e arrondissement de Lyon d'une relation bi-adultérine. Son père, Valentin Abeille (1907-1944) - engagé dans la Résistance et opposé au régime de Vichy - est le petit-fils d'un sénateur sous-préfet. Afin de pouvoir reconnaitre son fils (ce que la loi de l'époque n'autorisait pas), Valentin Abeille fait établir un faux certificat de famille par le réseau de résistance auquel il appartient. 
Après la mort de son père en 1944, c'est le frère jumeau de celui-ci qui recueille Jacques Abeille, l'élevant, aux dires de l'écrivain, « à bien des points de vue [...] comme le fantôme de ce dernier », dont la perte l'a navré.
Une fois la guerre terminée, Jacques Abeille accompagne son oncle, qui est haut fonctionnaire, dans les différents endroits où il est affecté et accomplit les années d'une enfance dont on devine, au fil des diverses allusions qu'il y fera par la suite, qu'elle ne fut pas heureuse.
Après avoir séjourné quelque temps en Guadeloupe, c'est à Bordeaux que se fixe le futur écrivain en 1959. Le choc provoqué par le contraste entre cette ville et l'espace ultramarin où il avait vécu antérieurement devait, associé à des réminiscences littéraires de la Prague de Kafka et surtout de Gustav Meyrink être à l'origine de la création de Terrèbre, la capitale de l'empire des Contrées, telle qu'elle apparait dans Le Veilleur du jour.

### Adhésion au surréalisme

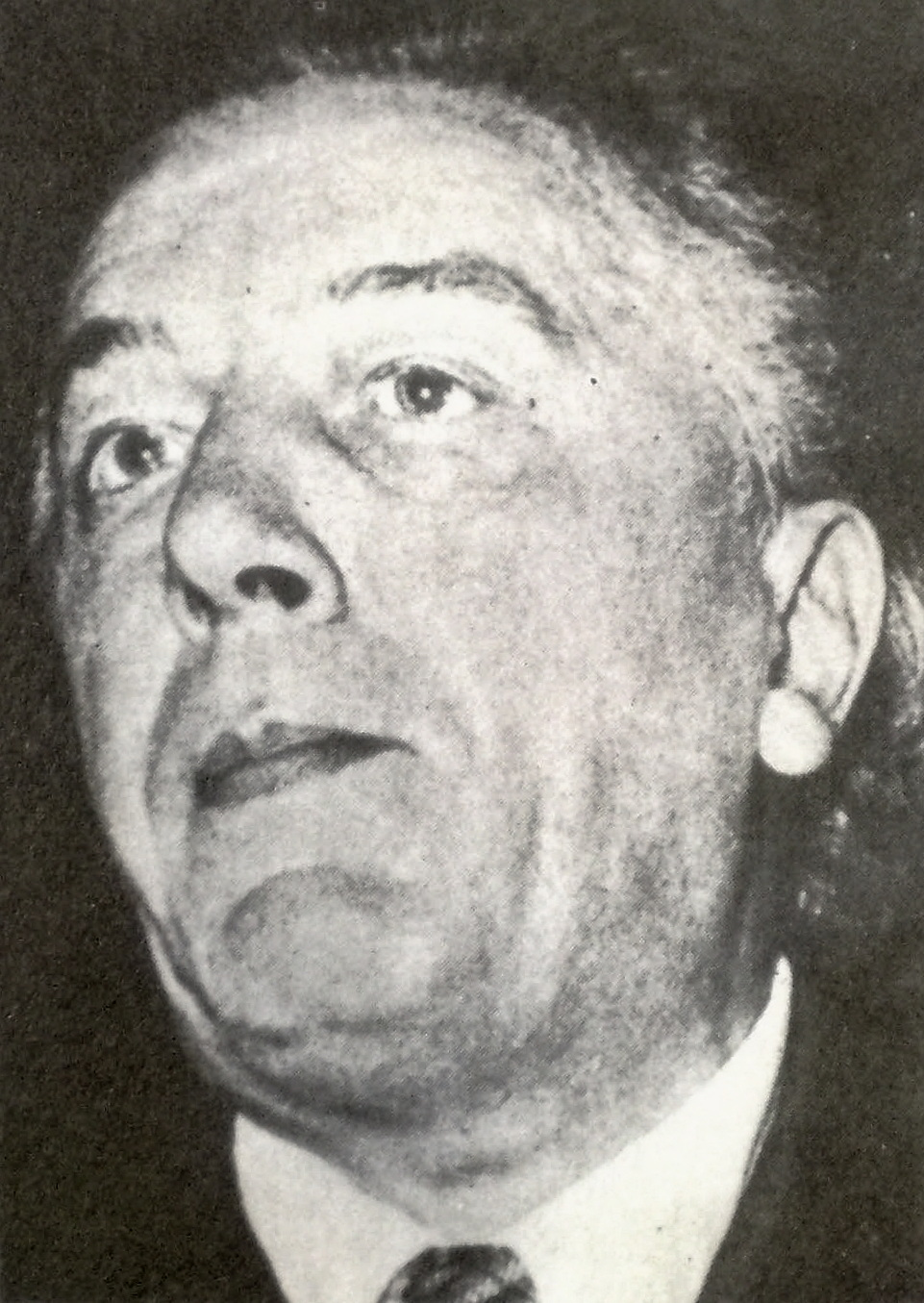
André Breton

Jacques Abeille fréquente les milieux littéraires et artistiques bordelais liés au surréalisme, en particulier le mouvement Parapluycha, animé notamment par Pierre Chaveau, les frères Mimiague et Alain Tartas. Il correspond avec André Breton, dont l'entourage l'invite à se rapprocher du peintre et photographe Pierre Molinier, qui réside alors à Bordeaux, et dont il devient l'ami. Abeille participe également aux travaux de la revue surréaliste La Brèche, fondée par Breton en 1961.
En octobre 1969, trois ans après la mort d'André Breton, Jean Schuster décrète la fin du surréalisme « historique » dans un article publié dans le journal Le Monde sous le titre de « Le Quatrième chant ». Jacques Abeille fait partie de ceux qui refusent la dissolution du groupe, et il rejoint le comité de rédaction du Bulletin de liaison surréaliste réuni autour de Micheline et Vincent Bounoure et de Jean-Louis Bédouin. Jacques Abeille écrit en tout quatre articles pour les dix numéros que compte la revue éditée entre 1970 et 1976.
Cette activité au sein du mouvement surréaliste a toutefois laissé peu de traces : s'il est mentionné dans l'index de l'Histoire du mouvement surréaliste de Gérard Durozoi, publié en 1997, ainsi que dans L'Histoire de la poésie française du XXe siècle de Robert Sabatier, où il est mentionné au titre d'auteur surréaliste, il est en revanche absent du Dictionnaire du surréalisme et de ses environs dirigé par Adam Biro et René Passeron (1985), ainsi que de la base de données du site Mélusine du Centre de recherches sur le surréalisme de l'université Paris III.

### De la peinture à la littérature
Dès son enfance, Jacques Abeille explique avoir ressenti le « lancinant désir d'être un artiste », désir contrarié par « une timidité confuse, indécise et angoissée », une incapacité et un obstacle vague dont il trouvera la clé au sortir de l'adolescence, lorsqu'à l'âge de vingt-et-un ou vingt-deux ans, à l'occasion de travaux pratiques de psychologie, Jacques Abeille se découvre daltonien. « Ce fut une grande crise et un immense chagrin » expliquera l'auteur dans un entretien de 2007, qui le conduisit à abandonner la peinture pour se tourner vers l'écriture : « je suis un écrivain sur les bases d'un peintre raté », expliquera-t-il à un autre correspondant.
Le premier livre de Jacques Abeille est un récit érotique intitulé La Crépusculaire et publié en 1971 sous le pseudonyme de Bartleby aux éditions L'Or du temps dirigées par Régine Deforges. Ce texte, écrit entre 1967 et 1968, répondait à un défi lancé avec quelques amis de rédiger un ouvrage érotique. Cette expérience de l'écriture, dont la rapidité d'exécution le surprit, lui ouvrit de nouvelles perspectives, car il était englué alors dans des tentatives décevantes pour écrire des relations de rêves.
Jacques Abeille publiera par la suite un ensemble important de textes érotiques, sous son propre nom ou sous pseudonyme, le plus fréquent et le plus constant étant celui de Léo Barthe, qui apparaît par ailleurs en tant que personnage dans le cycle romanesque initié par Les Jardins statuaires.

### Les Jardins statuaireset le Cycle des Contrées
Les Jardins statuaires est un roman issu d'une double inspiration. Tout d'abord celle née de la rencontre d'un jardinier grattant la terre dans laquelle il fait pousser des courges, la vision de la plasticité de ces légumes inspirant à Abeille l'image de statues sortant du sol. À cette image se superpose le projet d'un essai prenant la forme d'une sorte de conte philosophique traitant de la création artistique, perçue non pas, ainsi que le veut une tradition littéraire représentée notamment par Gustave Flaubert, comme un processus technique, mais bien plutôt comme l'accompagnement par l'artiste d'une inspiration préexistant à tout travail. En cours d'écriture, constatant l'absence de femmes dans le conte en cours de rédaction, ce qui lui semblait plutôt incongru pour un texte traitant de l'inspiration artistique, Abeille en vint à imaginer un récit prenant place dans un lieu, les jardins statuaires, d'où les femmes, cloitrées, sont exclues physiquement, gardées qu'elles sont dans des quartiers réservés et inaccessibles aux hommes ou bien reléguées dans des hôtels qui sont en réalité des maisons closes.

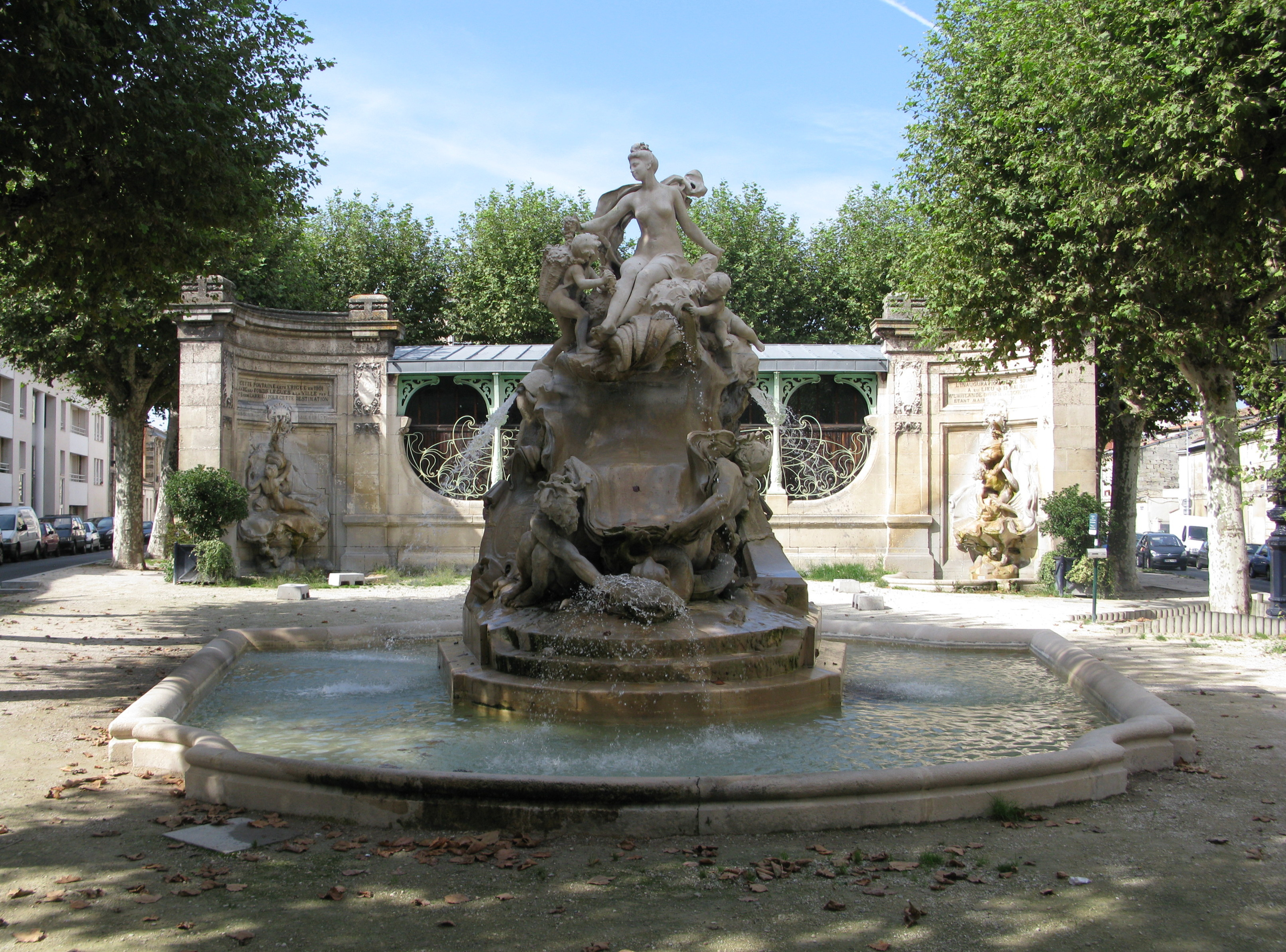
Fontaine de la place Amédée-Larrieu à Bordeaux

Les Jardins statuaires devait être publié par Régine Desforges, avec qui le contrat d'édition avait été signé. Mais la faillite de la maison d'édition L'Or du temps empêche cette publication. Abeille confie alors le tapuscrit du roman à Julien Gracq, avec lequel il est alors en relation, afin que celui-ci le remette à José Corti, éditeur historique des publications surréalistes. Mais le tapuscrit s'est semble-t-il perdu et n'arrivera jamais entre les mains de Corti. C'est finalement Bernard Noël qui, plusieurs années plus tard, découvrant un autre exemplaire dactylographié du roman, entreprend de le publier chez Flammarion, où il est alors éditeur. Mais un retard de fabrication entrave la sortie du livre, qui pâtit de plus du départ de Bernard Noël de son poste d'éditeur en 1983. diverses autres péripéties entraveront les éditions du roman qui inaugure le Cycle des Contrées, qui acquiert alors le statut de roman maudit,.
Jacques Abeille n'en publie pas moins en 1986, toujours chez Flammarion, un deuxième roman de ce qui devient alors un cycle romanesque, avec Le Veilleur du jour, qui est en quelque sorte le pendant des Jardins statuaires : l'action des deux romans est à peu près simultanée, et celle du dernier se situe à l'autre extrémité de l'empire imaginé par Abeille, dans la ville capitale de Terrèbre. Un troisième roman, dont la première ébauche date de 1977, évoque la période suivant l'invasion barbare dans l'attente de laquelle vivent les habitants de Terrèbre comme ceux des Jardins statuaires. Intitulé tout d'abord Un homme plein de misère, en référence à la célèbre formule de Pascal, il est finalement publié en 2011, sous la forme d'un double roman : Les Barbares et La Barbarie, aux éditions Attila.
La Clef des ombres, roman d'une tonalité sensiblement différente de celle des autres romans et nouvelles, quoique situé à Journelaime, ville des Contrées, n'a pendant un temps plus été inclus dans le cycle alors qu'il l'était lors de sa parution en 1991. Après avoir envisagé d'en faire le premier volume d'un autre projet romanesque intitulé « Le Cycle des chambres », La Clef des ombres a finalement de nouveau été intégré au "Cycle des contrées" lors de sa réédition aux éditions du Tripode en 2020, année où a également été publié La Vie de l'explorateur perdu, dernier roman du cycle des contrées dans lequel réapparait Brice Cléton, le protagoniste de La Clef des ombres.
Le cycle inclut également trois recueils de nouvelles : Les Voyages du fils (publié pour la première fois sous ce titre en 2008 puis, dans une réédition augmentée, en 2016), Les Chroniques scandaleuses de Terrèbre (1995), recueil de nouvelles érotiques signées Léo Barthe et mettant en scène les personnages du Veilleur du jour, enfin Les Carnets de l'explorateur perdu, publié pour la première fois en 1993 puis en 2020 dans une édition augmentée. Par ailleurs, deux textes plus brefs, La Grande danse de la réconciliation, dont le narrateur est le même que celui des nouvelles des Voyages du fils (2016) et qui a ensuite été repris dans la nouvelle édition des Carnets de l'explorateur perdu, ainsi que Les Mers perdues (2010) sont incluss dans le cycle.

### Une reconnaissance tardive
L’œuvre de Jacques Abeille est restée longtemps confidentielle, ce dernier se qualifiant lui-même d'écrivain obscur, situation d'autant plus ironique que les textes du Cycle des Contrées thématisent cette obscurité, puisqu'ils mettent en scène, après leur écriture et leur publication, leur propre disparition, par la destruction, l'oubli ou la censure. Cette situation change à partir de 2010, lorsque les éditions Attila entreprennent de rééditer les romans du cycle et que, frappés de la proximité qu'ils décèlent entre l’œuvre d'Abeille et celle du dessinateur et scénographe belge François Schuiten, les éditeurs le contactent en lui proposant d'en illustrer la couverture. Après lecture du roman, Schuiten accepte et propose même à Abeille d'écrire un texte accompagnant une série de dessins inédits. Cette collaboration donne naissance aux Mers perdues, considéré par Abeille comme une coda au Cycle des Contrées. C'est la publication simultanée des deux ouvrages, celui élaboré avec Schuiten et la réédition des Jardins statuaires, qui selon Abeille a permis à son œuvre de sortir de l'obscurité où elle était jusqu'alors cantonnée.
Signes de cette reconnaissance, Jacques Abeille a reçu en 2010 une mention spéciale du Prix Wepler pour l'ensemble de son œuvre, qui a également été récompensée en 2015 par le Prix Jean-Arp de littérature francophone, puis, en 2021, par le Prix spécial de l'Imaginaire

### Études, carrière professionnelle et vie privée
Après avoir entamé des études d'ethnologie, Jacques Abeille poursuit des études de psychologie puis de philosophie, matière qu'il enseigne une dizaine d'années en qualité d'adjoint d'enseignement, à la suite desquelles il est admis à l'agrégation d'arts plastiques. Sa carrière d'enseignant, qu'il décrit comme celle d'un « banal professeur de province », répondait selon lui au désir d'un « homme qui, contre la singularité du sort que lui fait sa naissance, se bat toute sa vie durant pour parvenir à une existence banale : exercer un métier sans ambition, constituer un couple solide, avoir des enfants et les choyer. » Existence sans heurts nécessitant des efforts qui, pour être supportables, devaient être tempérés par « la nécessité de cultiver un jardin secret », qui prit pour Abeille, une fois la peinture abandonnée, la forme de l'écriture.
La carrière enseignante de Jacques Abeille s'achève en 2002. Il était marié et père de trois enfants.

## Aspects de l’œuvre

### En marge de la tradition française esthétique et auctoriale
Dans le discours qu'il a écrit en 2015 à l'occasion de la remise du prix Jean-Arp de littérature francophone, Jacques Abeille a précisé ce qui selon lui différencie son esthétique de celle qu'il estime être dominante en France depuis la période classique, et qu'incarne de façon exemplaire L'Art poétique de Boileau : la valeur fondamentale accordée à la vraisemblance, dont la bienséance est un corollaire, est assimilée à une censure que rejette l'auteur des Jardins statuaires, qui remarque que cet ouvrage se situe hors de toute vraisemblance, place son action dans un temps indéterminé et ne se soucie pas même de maintenir une unité d'action. Ce refus de s'inscrire « sur le terrain du réel », la volonté de s'inscrire « à contre-courant de la dictature de la vraisemblance et du canevas romanesque » expliquent selon l'auteur pourquoi ses livres « ont mis tant de temps avant de recueillir un faible écho. » Rappelant une remarque de Gaëtan Picon à ce sujet, Abeille explique dans un entretien de 2013 que les œuvres de pure imagination ne sont bien accueillies en France que si elles ont été écrites par des auteurs étrangers, tels Lewis Carroll pour Alice au pays des merveilles ou Jonathan Swift pour Les Voyages de Gulliver.   
Sur le plan stylistique, l'absence chez Abeille de la figure de la litote, privilégiée par les auteurs classiques, et la présence surabondante de la redondance, bannie en revanche par ces mêmes écrivains, signalent un autre point de divergence avec ce que Jacques Abeille appelle « l'idéologie dominante en France. »
Un autre élément de cette esthétique est constitué par la manière dont est envisagé chez Boileau le travail de l'écrivain : comparable à un sculpteur, celui-ci a pour tâche de donner forme à la matière brute, accidentée, voire totalement informe, que constitue le produit de l'imagination avant le travail de polissage qui, en lui ôtant ses aspérités, est censé donner sa beauté à l’œuvre achevée. Cette vision du travail de l'écrivain, qui pour Abeille est incarnée de façon exemplaire par la figure auctoriale de Flaubert, consiste « au moins autant sinon plus, à soustraire qu'à ajouter. » Or, non seulement le roman des Jardins statuaires a été conçu contre cette idée de toute-puissance du travail au détriment de l'imagination, puisqu'il s'agissait de défendre, sous la forme d'un conte philosophique, le primat de l'inspiration sur le style envisagé comme un ensemble de procédés techniques, mais encore la pratique de l'écriture de Jacques Abeille se situe aux antipodes de cette manière de faire : expliquant que, pour lui, écrire, c'est « être saisi par une sorte d'état d'aliénation », qui le conduit à écrire « toujours au fil de plume », Abeille invoque l'image des disques microsillon pour expliquer sa démarche : « Je choisis un sillon et je le suis patiemment, en me fixant une tonalité. C'est ainsi que les éléments surgissent, s'agrègent. Ensuite, il y a très peu de réécriture. »  « Je ne suis pas dans la maîtrise, mais dans la captation d'un flux », explique encore Jacques Abeille.
Ce processus créatif, qui met l'écrivain au service de l'inspiration plutôt que de voir en lui un créateur démiurge, conduit à l'écriture, tantôt de textes beaucoup plus longs que prévu (Les Jardins statuaires était à l'origine envisagé comme une fable d'une cinquantaine de pages), tantôt s'interrompt sans que les images apparues ne « sécrètent un tissu interstitiel qui les entraine les unes aux autres dans une narration » ; ces images qui « demeurent, se suffisant à elles-mêmes, dans leur état disparate » sont nommées par Jacques Abeille ses « proses plus ou moins brisées. »

### Le refus de la littérature engagée et de l'autofiction
Jacques Abeille explique refuser toute idée de littérature engagée : « en tant qu'écrivain, je ne veux rien avoir à faire avec le pouvoir » explique-t-il,  remarquant que cette littérature « s’accommode très bien des régimes autocratiques. » Toutefois, fidèle en cela aux postulats du surréalisme, Abeille concède que la littérature, en tant qu'elle nourrit l'imagination du lecteur, possède une valeur contestataire, qui agit selon une temporalité propre qui n'est pas celle du politique, puisque « l’imagination est le premier pas dans la dissidence. »

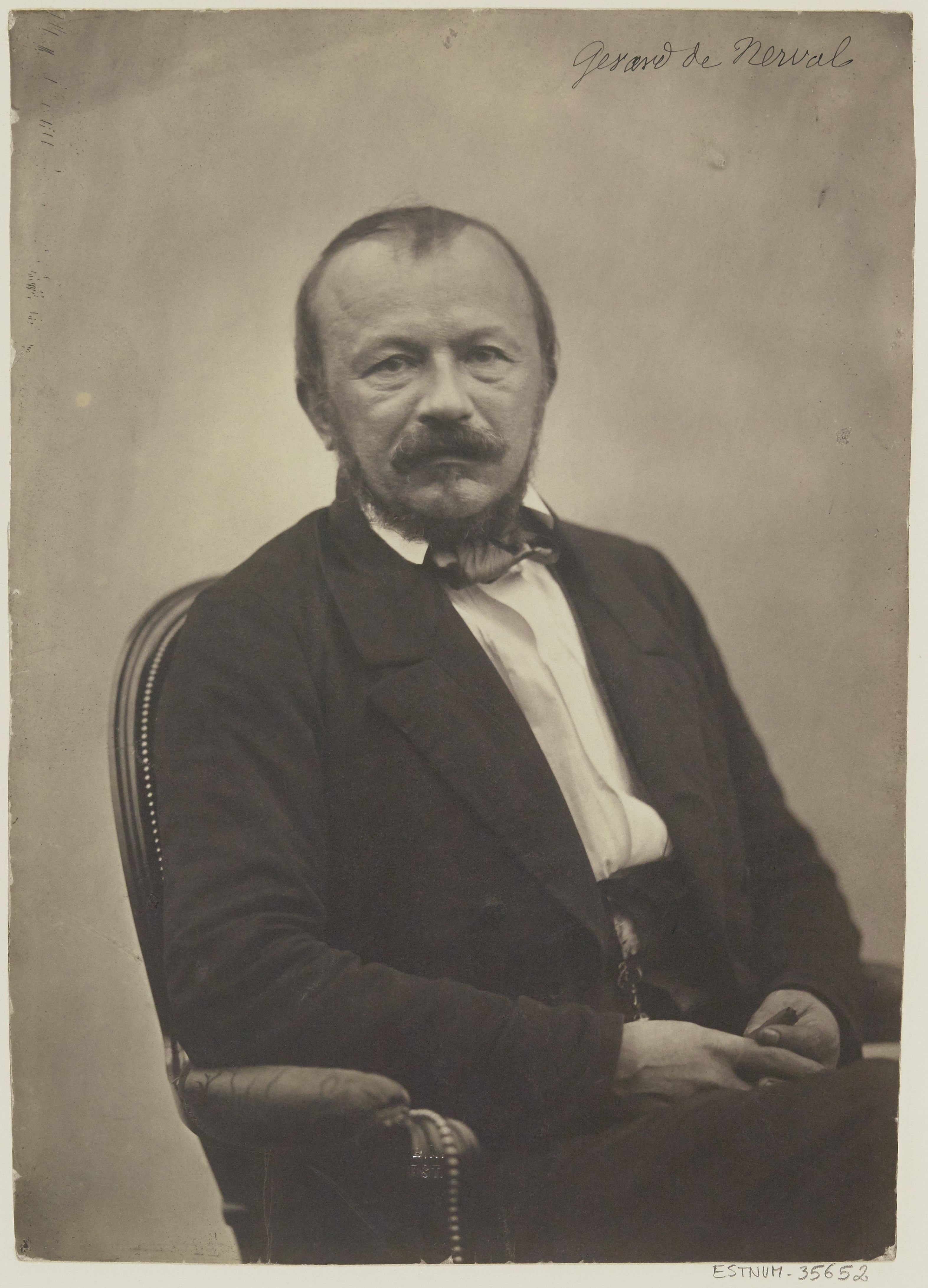
Gérard de Nerval photographié par Félix Nadar

Toute forme d'autofiction est également rejetée par Abeille qui, tout en reconnaissant à un auteur comme Annie Ernaux une écriture remarquable, estime que « le "moi" est un enfermement. » Dans les œuvres de Jacques Abeille, au contraire, la figure du moi auctorial tend à disparaitre, et cette disparition, thématisée dans ses livres dont les narrateurs sont sans nom et sans passé (Les Jardins statuaires, Les Barbares), ou sont revêtus d'une identité illusoire (Le Veilleur du jour, Les Voyages du fils), est à l'image de celle de leur auteur qui, explique Arnaud Laimé, « refuse de se penser comme une figure individuée, reconnue de tous, qui serait capable de produire des textes sur lesquels il exercerait une autorité » et s'efforce au contraire de « s'effacer pour laisser advenir le texte. »

### Influences et familiarités littéraires
Jacques Abeille avoue différentes influences, dont la plus prégnante est celle de Gérard de Nerval, à qui est dédié Le Veilleur du jour où il est qualifié d'« ami le plus intime ». Charles Duits, autre écrivain issu du surréalisme, avec qui Abeille a été en étroite relation et dont la conception de l'écriture comme une dictée rappelle celle de l'auteur des Jardins statuaires, est également considéré comme une « puissance tutélaire » au même titre que Nerval.
Établissant une liste non exhaustive d'influences avouées par l'auteur au gré de différents entretiens, Daniel Launay mentionne également les noms de George du Maurier, Julien Gracq, Jean Ray, Wilhelm Jensen, Blaise Pascal, Alain-Pierre Pillet et Gustav Meyrink. Certaines figures gravitant dans l'orbite surréaliste sont également citées par Abeille comme ayant contribué de façon décisive à son entrée en écriture : « Si je suis un conteur, explique-t-il dans un entretien de 2000, c'est à Gisèle Prassinos, à Leonora Carrington, à Greta Knutson ou à Nora Mitrani que je le dois. »
En ce qui concerne plus spécifiquement le Cycle des contrées, les rapprochements les plus souvent invoqués sont, pour des raisons thématiques évidentes, Gracq et Dino Buzzati, qui tous deux ont décrit le climat sourdement oppressant que fait peser sur un pays imaginaire l'attente d'une invasion barbare de plus en plus probable et imminente. Le nom de l'auteur du Seigneur des anneaux revient également, l'auteur des Jardins statuaires ayant ainsi été qualifié par Pascal Maillard (coordinateur du prix Jean-Arp de littérature francophone) de 
« Tolkien qui aurait su écrire dans la langue de Proust, de Breton ou de Gracq. » Anne Besson a de son côté rapproché certains des procédés utilisés par Jacques Abeille (pratique des hyperonymes, mise en abyme de la fiction...) de ceux qu'emploie Antoine Volodine, et le souci ethno-anthropologique qui anime les narrateurs du Cycle des Contrées de la démarche d'anthropologue des mondes secondaires de sa création par Ursula Le Guin.

### L’œuvre érotique et «l'hyponyme» Léo Barthe
Une part importante de l’œuvre de Jacques Abeille est constituée de textes érotiques ou pornographiques. L'auteur explique que l'objectif de tels textes, outre le fait d'explorer le « "continent noir" de la féminité », consiste à « faire faire à la langue ce pour quoi elle n’est pas faite », à rapprocher du sensible le langage qui désigne habituellement, non les choses elles-mêmes, mais les idées des choses (comme l'explique la théorie de l'arbitraire du signe de Saussure.) De ce point de vue, le « défi » de la littérature pornographique, qui consiste à « ramener la langue du concept au sensible » n'est pas fondamentalement différent de la fonction que l'auteur assigne à la poésie.
Si certains de ces textes sont publiés sous le nom de Jacques Abeille, d'autres le sont sous le pseudonyme de Léo Barthe, qu'Abeille préfère qualifier « d'hyponyme. » Ce nom est également celui porté par l'un des personnages du Cycle des Contrées, auteur d'ouvrages pornographiques qui se retrouve en possession des témoignages recueillis par Molavoine, le policier qui surveille Barthélémy Lécriveur, le personnage central du roman Le Veilleur du jour, et les publie, accompagnés d'un texte de sa composition, sous le titre de Chroniques scandaleuses de Terrèbre. Ce recueil de nouvelles, appelé à jouer un rôle dans la fiction (il est l'un des éléments à charge dans le procès du maitre sans nom de La Barbarie) a été publié en 1995 sous le nom de « l'hyponyme » Léo Barthe, qui se trouve ainsi appartenir à la fois à l'univers extradiégétique et à l'univers intradiégétique des Contrées.

## Œuvres
Les textes de Jacques Abeille ont fait pour la plupart d'entre eux l'objet d'une publication très dispersée, chez plusieurs éditeurs ou dans des revues parfois confidentielles, voire dans des fanzines. Par ailleurs, outre les rééditions des recueils dont le contenu peut varier et les ouvrages collectifs auxquels Jacques Abeille a collaboré, ce dernier a signé plusieurs textes sous pseudonyme. Le plus constant est le plus récurrent est celui de Léo Barthe (en principe réservé à la publication d'ouvrages à caractère érotique), mais il a également publié sous le pseudonyme de Bartleby ainsi que sous celui de Christoph Aymerr (ou Aymeric). La bibliographie la plus complète à ce jour, encore que d'après son auteur elle ne soit pas exhaustive, est celle établie par Arnaud Laimé et qui figure dans l'ouvrage consacré à Jacques Abeille Le Dépossédé.

### Le Cycle des contrées
- Les Jardins statuaires, Flammarion, 1982. Rééd. Joëlle Losfeld, 2004. Rééd. Attila, 2010. Nouvelle édition, « Folio », Gallimard, 2012. Rééd. Le Tripode, 2016. Nouvelle édition, « Folio SF », Gallimard, 2018.
- Le Veilleur du jour, Flammarion, 1986 (rééd. Ginkgo éditeur/Deleatur, 2007). Rééd. Le Tripode, 2016. Nouvelle édition, « Folio SF », Gallimard, 2018.
- La Clef des ombres, Zulma, 1991. Rééd. Le Tripode, 2020.
- Les Barbares, Attila, 2011. Nouvelle édition, « Folio SF », Gallimard, 2018, sous le titre Un homme plein de misère comprenant Les Barbares et La Barbarie,  (ISBN 9782072753527).
- La Barbarie, Attila, 2011. Nouvelle édition, « Folio », Gallimard, 2018, sous le titre Un homme plein de misère comprenant Les Barbares et La Barbarie,  (ISBN 9782072753527).
- Les Voyages du Fils, Ginkgo éditeur/Deleatur, 2008. Rééd. Le Tripode, 2016. Nouvelle édition, « Folio SF », Gallimard, 2019.
- Chroniques scandaleuses de Terrèbre, Ginkgo éditeur/Deleatur, 2008. Rééd. Le Tripode, 2016 (sous le pseudonyme de Léo Barthe)
- La Grande Danse de la réconciliation, dessins de Gérard Puel, Le Tripode, 2016
- Les Mers perdues, dessins de François Schuiten, Attila, 2010.
- Les Carnets de l'explorateur perdu, Le Tripode, 2020

### Chez Deleatur
- Little Dirties for Rikki, tiré à 100 exemplaires... pour les amis de Deleatur, 1981
- Le Voyageur attardé, dessin d’Alain Royer, la Nouvelle postale, 1981. Rééd. en recueil in Celles qui viennent avec la nuit, l’Escampette, 2000.
- [Sous le pseudonyme de Léo Barthe] L’Amateur de conversation, gravure de Fred et Cécile Deux, 1981. Rééd. in Les Carnets de l’Amateur, L’Escampette, 2001.
- Fable, poèmes, 1983.
- Un cas de lucidité, dessins de l’auteur, Petite Bibliothèque de littérature portative, 1984. Rééd. les Minilivres 1996. Rééd. en recueil in Celles qui viennent avec la nuit, l’Escampette, 2000.
- Famille/Famine, dessins de l’auteur, coédition le Fourneau/Deleatur, 1985.
- L’Homme nu (les Voyages du Fils I), la Compagnie des Indes oniriques, 1986 (repris dans le recueil Les Voyages du fils).
- Lettre de Terrèbre, les Minilivres, 1995 (ce texte fait partie du cycle des Contrées).
- Le Peintre défait par son modèle, les Minilivres, 1999.
- Louvanne, gravure de Philippe Migné, la Compagnie des Indes oniriques, 1999.
- L’Arizona, collage de Philippe Lemaire, les Minilivres, 1999.
- Un beau salaud, dessin de l’auteur, les Minilivres, 2001.
- L’Écriture du désert, pictogrammes de l’auteur, la Compagnie des Indes oniriques, 2003.

### Chez d'autres éditeurs
- Le Corps perdu, dessins d’Anne Pouchard, Même et Autre, 1977.
- Muraille, dessins de l'auteur, Toril, 1977.
- Le Plus Commun des mortels, Les Cahiers des Brisants, 1980.
- Un journal de nuit, proses accompagnant les Métiers du Crépuscule, collages de Jean-Gilles Badaire, Les Cahiers du Tournefeuille, 1988.
- En mémoire morte, Zulma, 1992.
- L’Ennui l’après-midi, gravures de l’auteur, le Fourneau, 1993.
- Le Gésir, Tournefeuille, 1993.
- La Guerre entre les arbres, Cadex, 1997[37].
- Divinité du rêve, L’Escampette, 1997.
- L’Amateur, L’Escampette, 2001.
- Celles qui viennent avec la nuit, L’Escampette, 2001.
- De la vie d'une chienne, tome 1 : Histoire de la bergère, Climat, 2002, Rééd. Le Tripode, 2017 (sous le pseudonyme de Léo Barthe)
- Pierre Molinier, Présence de l’exil, Pleine Page, 2005.
- Belle humeur en la demeure, Le Mercure de France, 2006.
- Séraphine la kimboiseuse, Atelier in8, 2007.
- Odeur de sainteté, Atelier in8, 2010.
- Le Comparse, Atelier in8, 2012.
- Brune esclave de la lenteur, avec des « petites peintures » de l'auteur, Ab irato, 2014.
- Fins de carrière, in8, 2015.
- Petites proses plus ou moins brisées, collection « Les Cahiers d'Arfuyen », Éditions Arfuyen, 2016.
- 2 livres dans un étui, regroupant : Jacques Abeille, Tombeau pour un amour dans la lumière de sa perte & Léo Barthe, Petites pages pour un petit page, L'Âne qui butine, 2017.
- [Avec Anne-Marie et Jean-Pierre Guillon] Un Carnet d'excursion, avec des dessins de l'auteur, Ab irato, 2021.
- Constance ou la pure révolte, Illustratrice Pauline Berneron, éditions L'âne qui butine, collection Xylophage, 187 pages, 2021. Prix Hommage au Prix Sade 2022.